# Storie del dormiveglia
Storie del dormiveglia è un film documentario del 2018 diretto da Luca Magi.
Il film è stato presentato in concorso al 49º Festival internazionale del film Vision du Réel di Nyon.

## Trama
Il film è il ritratto di alcuni utenti del Rostom, una struttura di accoglienza notturna per senzatetto situata in periferia di Bologna. Uomini e donne con un passato difficile, esiliati in un presente di perpetua attesa. Una galassia perduta a debita distanza dal passato e dal futuro.

## Riconoscimenti
- 2018 Festival internazionale del film Vision du Réel di Nyon: Mention Spècial Interreligieux.[1]
- 2018 Biografilm Festival: Miglior Film Italiano.[2]
- 2018 Euganea Film Festival: Menzione Speciale Lungometraggi Documentari.[3]
- 2019 Zagreb Dox: Premio della giuria della federazione internazionale della stampa cinematografica FIPRESCI.[4]
- 2019 Docudì Pescara: Miglior Film.[5]